# اوکسازولیدین
اوکسازولیدین (به انگلیسی: Oxazolidine) با فرمول شیمیایی C3H7NO یک ترکیب شیمیایی است. که جرم مولی آن ۷۳٫۰۹۳۸ گرم بر مول می‌باشد. 
اکسازولیدین یک حلقه پنج عضوی است که شامل سه کربن، یک نیتروژن و یک اکسیژن است. اکسیژن و NH به ترتیب در موقعیت‌های ۱ و ۳ هستند. در مشتقات اکسازولیدین، کربن بین اکسیژن و نیتروژن وجود دارد یا یک ایزوکسازولیدین است. تمام کربن‌ها در مقایسه با اکسازول و اکسازولین اکسازولیدین کاهش می‌یابد. بعضی از مشتقات آن‌ها، اکسازولیدیدون، به عنوان ضد انعقاد استفاده می‌شود.